# Våbensmed
En våbensmed er en smed, der er specialiseret i fremstilling af knive, sværd, daggerter og andre blankvåben ved brug af smedje, hammer, ambolt og andre typer smedeværktøj.
Våbensmede anvender en række forskellige typer metalarbejde som almindelige smede også benytter, samt snedkeri til håndtag og ofte også læderarbejde til skeder. Våbensmedning er et håndævkr, der er flere tusinde år gammelt, og findes i en lang række forskellige ture med hver deres særpræg og teknikker inklusive Kina, Japan, Indien, Tyskland, Korea, Mellemøsten, Spanien og De Britiske Øer.
Som med mange andre håndværk og kunstformer er der forbundet en række forskellige myter og misforståelser med processen. Våbensmede bruge primært om folk der fremstillet klinger til deciderede våben, modsat knivmagere som fremstiller knivblade, og som ofte gør det ved at fjerne materiale for at nå frem til den ønskede form.